# 金正鉉
金正鉉（1976年6月28日—），韓國男演員。

## 影視作品

### 電視劇
- 1995年：SBS《沙漏》
- 1997年：KBS《奔跑》
- 1998年：MBC《六个孩子》飾演 金宗哲
- 1999年：SBS《KAIST》
- 1999年：SBS《現在戀愛的時候》
- 2000年：KBS《天定情緣》
- 2001年：SBS《沒有離別的清晨》
- 2003年：MBC《男人的香氣》
- 2003年：MBC《我要跑》
- 2004年：SBS《大小姐們》
- 2004年：SBS《洪所長的秋天》
- 2006年：SBS《我也要去》飾演 尚民
- 2006年：KBS《大祚榮》飾演 미모사
- 2006年：KBS《白雲階梯》飾演 金道憲
- 2008年：KBS《媽媽發怒了》飾演 羅英一
- 2009年：MBC《善德女王》飾演 夏宗
- 2010年：SBS《Giant》飾演 黃政植
- 2011年：KBS《廣開土太王》飾演 乭飛守
- 2011年：MBC《危險的女人》飾演 金志元
- 2012年：SBS《我的愛蝴蝶夫人》飾演 金燦基
- 2013年：MBC《奇皇后》飾演 唐其勢
- 2015年：SBS《媽媽我媳婦》飾演 張泰誠
- 2019年：SBS《可疑的岳母》飾演 李東柱
- 2019年：SBS《VAGABOND》飾演 洪勝範
- 2022年：MBC《黑話律師》飾演 鄭采奉
- 2024年：Coupang Play《家族计划》饰演 姜正焕

### 電影
- 1987年：《The Secret Diary》
- 1994年：《荷里活小子》
- 1996年：《Come to me》
- 1997年：《He Asked Me If I Knew Zither》
- 2000年：《青春》
- 2000年：《Interview》
- 2002年：《Plastic Tree》

### MV
- 2011年：Namolla Family JW《我們分手吧》

## 外部連結
- 金正鉉在NAVER上的资料
- 金正鉉在韩国电影数据库（KMDb）上的資料（韓語）
- 金正鉉在互联网电影资料库（IMDb）上的資料（英文）